# AnastasiaDate
AnastasiaDate — международная служба знакомств онлайн, одна из крупнейших в мире. Ориентирована в первую очередь на поиск для мужчин из Северной Америки женщин из Восточной Европы, в частности Украины. Компания была основана в 1993 году российско-американской парой, сначала как обычная служба знакомств, а в 1997 году состоялся выход в онлайн. В 2003 году были созданы ещё три сайта, каждый из которых ориентирован на поиск для западных мужчин женщин из разных регионов мира: AmoLatina, AsianBeauties и AfricaBeauties. С 2007 года эти сайты являются независимыми. Каждый из сайтов имеет также свои региональные ответвления, в частности от Anastasia для Украины это сайт Svadba.com. 2011 года компания Anastasia International продала сайт частному инвестору, в настоящее время он принадлежит компании Social Discovery Ventures.
Сайт назван в честь великой княжны Анастасии Романовой, которую учредители продвигают как ролевую модель для подражания. В марте 2013 года AnastasiaDate занял 29 место среди самых популярных в мире сайтов служб знакомств.
Сайт содержит более 8000 анкет женщин из Восточной Европы. Главные пользователи — состоятельные американские мужчины в возрасте от 35 до 60 лет. Любая коммуникация с женщинами на сайте является платной для мужчин. По данным журнала Fortune, компания-владелец заработала в 2012 году 110 млн долларов.
.